# Медвежий (водопад, Сахалин)
Медвежий — водопад на реке Сима, охраняемый памятник природы регионального значения Сахалинской области. Находится на территории Корсаковского района.

## Описание
Данный водопад представляет собой один из четырёх водопадов, образованных рекой Сима и является самым крупным в горах Сусунайского хребта. Находится на высоте 80 м над уровнем моря и имеет одну ступень.
С 1987 года объект находится под охраной государства, как памятник природы регионального значения. Под охраной находится ряд видов растений: тис остроконечный, черемуха Сьори (айнская), калина Райта, триллиум Смолла, пион обратнояйцевидный, любка камчатская), лишайников (уснея растрескавшаяся, лобария легочная, менегацция продырявленная). Вокруг водопада Медвежий произрастают лесообразующие деревья: береза каменная, пихта и пр., основные леса это темнохвойные, смешанные и березовые, и встречаются участки с широколистными деревьями. Так же здесь обитают и следующие виды животных, занесенных в Красные книги Российской Федерации по Сахалинской области: кабарга сахалинская, жужелица Авинова и жужелица Лопатина, а так же бурый медведь, соболь, бурундук.
На территории охраняемого объекта запрещены следующие виды деятельности: охота и рыболовство, сбор редких растений и отлов животных, вырубка леса, изменение гидрологического и гидрохимического состава водного бассейна, добыча камня, разведение костров и устройство туристических стоянок, складирование любого вида отходов.

## Примечание
1. 1 2 3 4 5 6  Водопад Медвежий. oopt.aari.ru. Дата обращения: 5 апреля 2022. на сайте ООПТ России
2. 1 2  Клитин и др., 2013.